# 板橋駅 (江原道)
板橋駅（パンギョえき）は、朝鮮民主主義人民共和国江原道板橋郡にある、朝鮮民主主義人民共和国鉄道省の駅である。

## 隣の駅
朝鮮民主主義人民共和国鉄道省
青年伊川線
文童青年駅 - 板橋駅 - 箕山青年駅